# كارل ألبرت ويبر
كارل البرت ويبر (بالألمانية: Carl Albert Weber)‏ (و. 1856 – 1931 م) هو عالم نبات من ألمانيا .
توفي في بريمن ، عن عمر يناهز 75 عاماً.